# Samaran
Samaran (gaskognisch: ebenfalls Samaran) ist eine französische Gemeinde mit 76 Einwohnern (Stand 1. Januar 2022) im Département Gers in der Region Okzitanien (bis 2015 Midi-Pyrénées); sie gehört zum Arrondissement Mirande und zum Gemeindeverband Val de Gers. Die Bewohner nennen sich Samaranais/Samaranaises.

## Geografie
Samaran liegt rund 17 Kilometer südöstlich von Mirande und 29 Kilometer südlich von Auch im Süden des Départements Gers. Die Gemeinde besteht aus dem Ort Samaran, zahlreichen Streusiedlungen und Einzelgehöften.
Nachbargemeinden sind Saint-Arroman im Norden, Esclassan-Labastide im Nordosten, Panassac im Osten, Chélan im Südosten und Süden, Aujan-Mournède im Südwesten und Westen sowie Lagarde-Hachan im Westen.

## Geschichte
Funde bei Boussens aus gallo-römischer Zeit belegen eine frühe Besiedlung. Im Mittelalter lag Samaran in der Kastlanei Moncassin innerhalb der Grafschaft Astarac in der historischen Landschaft Gascogne und teilte deren Schicksal. Samaran gehörte von 1793 bis 1801 zum District Mirande. Seit 1801 ist Samaran dem Arrondissement Mirande zugeteilt und gehörte von 1793 bis 2015 zum Wahlkreis (Kanton) Masseube.

## Bevölkerungsentwicklung
| Jahr                       | 1962 | 1968 | 1975 | 1982 | 1990 | 1999 | 2006 | 2011 | 2020 |
| Einwohner                  | 146  | 136  | 129  | 112  | 95   | 94   | 93   | 84   | 86   |
| Quellen: Cassini und INSEE |      |      |      |      |      |      |      |      |      |

## Sehenswürdigkeiten
- Verkündigungskirche (Église de l’Annonciation) aus dem Jahr 1868
- zwei Wegkreuze; südlich des Dorfs und bei Le Campardon
- Überreste einer mittelalterlichen Motte
- Denkmal für die Gefallenen[3]

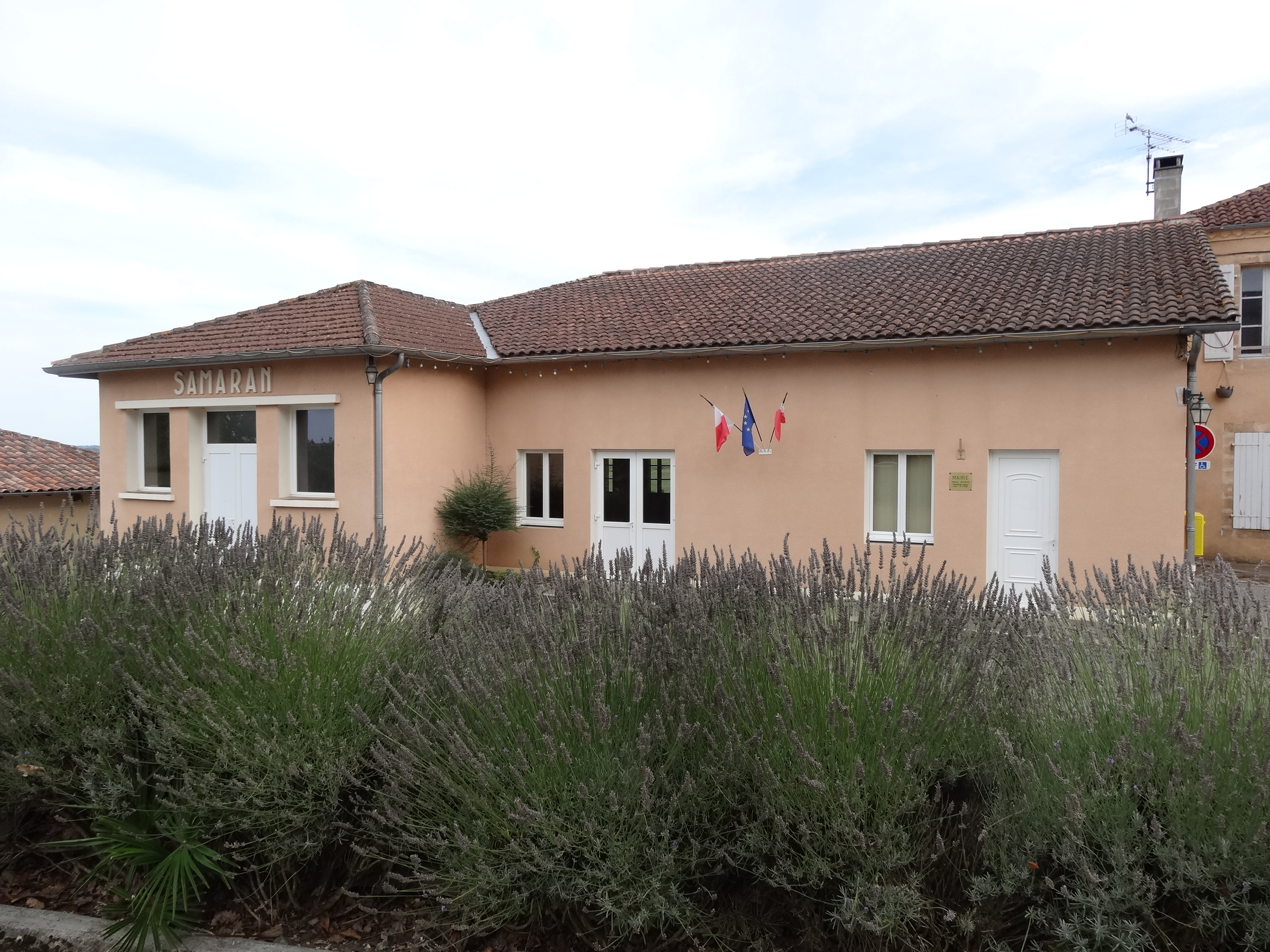
Rathaus (Mairie) von Samaran
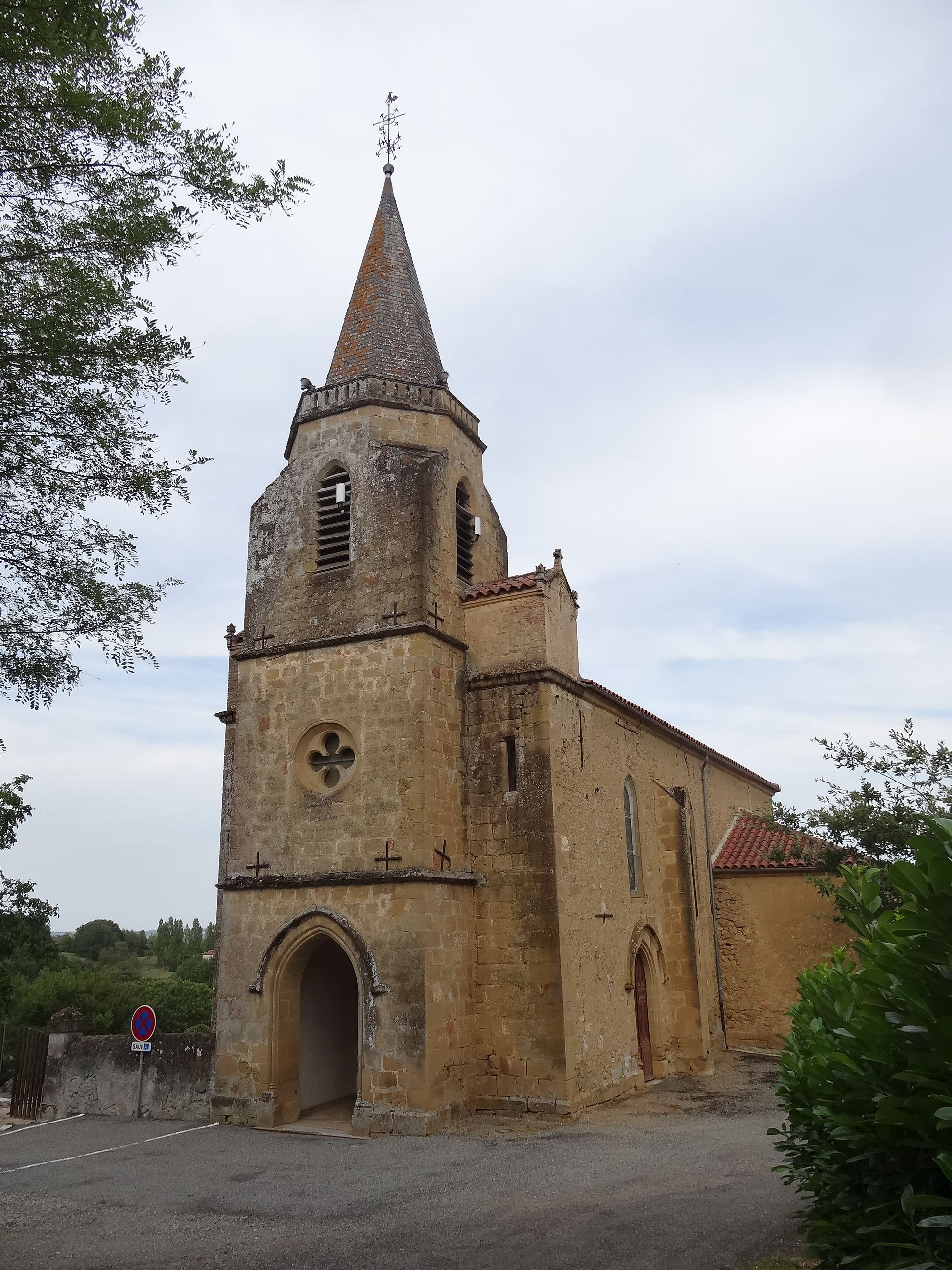
Verkündigungskirche
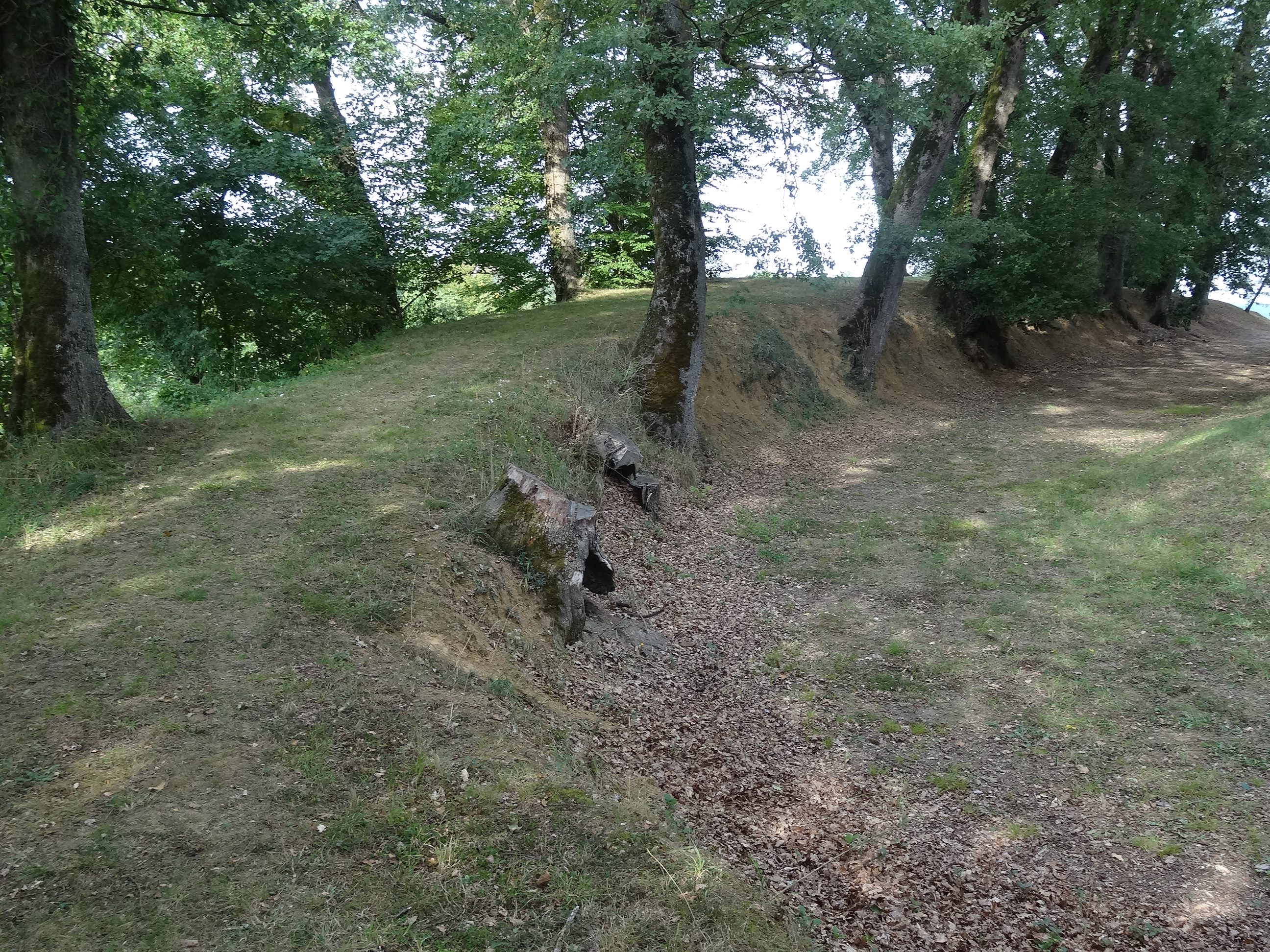
Überreste einer mittelalterlichen Motte